# Dani Bondarw
Dani Bondarv (hebr. דני בונדר, ur. jako Dmitrij Bondariew (ros. Дмитрий Бондарев) 7 lutego 1987) – izraelski piłkarz grający na pozycji prawego obrońcy. Od 2013 roku jest zawodnikiem klubu Tawrija Symferopol.

## Kariera klubowa
Karierę piłkarską Bondarv rozpoczął w klubie Hakoach Afek. Następnie w 1999 roku rozpoczął treningi w Hapoelu Tel Awiw. W 2006 roku stał się członkiem pierwszego zespołu Hapoelu. W Hapoelu zadebiutował 28 sierpnia 2006 w zremisowanym 0:0 wyjazdowym meczu z Bene Jehuda Tel Awiw. W 2007 roku osiągnął swój pierwszy sukces w karierze, gdy z Hapoelem zdobył Puchar Izraela. Gdy w sezonie 2008/2009 stracił miejsce w składzie Hapoelu, został na pół sezonu wypożyczony do Hapoelu Ironi Kirjat Szemona, w którym zadebiutował 31 stycznia 2009 w meczu z Bene Sachnin. Latem 2009 wrócił do Hapoelu Tel Awiw i w sezonie 2009/2010 przyczynił się do wywalczenia przez klub mistrzostwa Izraela. Jesienią 2010 awansował z Hapoelem do fazy grupowej Ligi Mistrzów. W sezonie 2010/2011 zdobył Puchar Izraela.
W 2011 roku Bondar przeszedł do Wołgi Niżny Nowogród. Z kolei w 2013 roku został zawodnikiem Tawriji Symferopol.
| Sezon   | Klub                        | Kraj    | Rozgrywki     | Mecze | Bramki |
| ------- | --------------------------- | ------- | ------------- | ----- | ------ |
| 2006/07 | Hapoel Tel Awiw             | Izrael  | Ligat ha’Al   | 23    | 0      |
| 2007/08 | Hapoel Tel Awiw             | Izrael  | Ligat ha’Al   | 11    | 0      |
| 2008/09 | Hapoel Tel Awiw             | Izrael  | Ligat ha’Al   | 2     | 0      |
| 2008/09 | Hapoel Ironi Kirjat Szemona | Izrael  | Ligat ha’Al   | 10    | 0      |
| 2009/10 | Hapoel Tel Awiw             | Izrael  | Ligat ha’Al   | 23    | 0      |
| 2010/11 | Hapoel Tel Awiw             | Izrael  | Ligat ha’Al   | 16    | 1      |
| 2011/12 | Wołga Niżny Nowogród        | Rosja   | Priemjer-Liga | 12    | 0      |
| 2012/13 | Wołga Niżny Nowogród        | Rosja   | Priemjer-Liga | 0     | 0      |
| 2013/14 | Tawrija Symferopol          | Ukraina | Wysszaja Liha |       |        |

## Kariera reprezentacyjna
Bondarv w swojej karierze występował w reprezentacji Izraela U-21. W dorosłej reprezentacji Izraela zadebiutował 2 września 2010 roku w wygranym 3:1 spotkaniu eliminacji do Euro 2012 z Maltą.